# Joscelin III.
Joscelin III. (* um 1135; † vor 1200) aus der Adelsfamilie Courtenay war Titulargraf von Edessa sowie Baron im Königreich Jerusalem.

## Leben
Er war der Sohn von Joscelin II., Graf von Edessa, und dessen Gattin Beatrix. Da die Stadt Edessa 1144 und der Rest der Grafschaft bis 1149 von den Muslimen erobert worden war, erbte Joscelin III. beim Tod seines Vaters 1159 lediglich Titularansprüche auf diese Grafschaft.
Joscelin lebte im Königreich Jerusalem, wo er 1156 bis 1159 Marschall war. Seine Schwester Agnes hatte 1157 König Amalrich I. († 1174) geheiratet und wurde 1161 die Mutter des Thronfolgers und baldigen Königs Balduin IV. († 1185).
Um 1163 erwarb er die Burg und Herrschaft Harenc im Fürstentum Antiochia. Diese wurde 1164 von Nur ad-Din angegriffen. In der folgenden Schlacht von Artah wurde Joscelin gefangen genommen und in Aleppo festgehalten. Harenc fiel an die Muslime. Erst als die Zengiden 1175, nach dem Tod Nur ad-Dins von Saladin bedrängt eine Verständigung mit den Christen anstrebten, wurde er 1176 gegen Lösegeld, das wohl Agnes bezahlte, freigelassen. Sie erwirkte auch seine Einsetzung zum Seneschall von Jerusalem, so dass er nun zum inneren Kreis der königlichen Familie in Jerusalem gehörte, denen die niederen Adligen, die von Raimund III. Graf von Tripolis angeführt wurden, in Opposition gegenüberstanden.
Nach seiner Freilassung heiratete er 1176 Agnes von Milly, Tochter des Heinrich von Milly, genannt Bubalus (der Büffel), Herr von Petra. Es gelang ihm auch, rund um Akkon genügend Land aus der Krondomäne als Lehen zu erwerben, dass eine eigene Herrschaft errichtet werden konnte. Die Herrschaft wurde später „Seigneurie de Joscelin“ (Herrschaft des Joscelin) genannt. Die Herrschaft bildete kein geschlossenes Territorium, sondern bestand aus 44 Casalien in relativ dichter Streulage auf fruchtbarem Land im Nordosten von Akkon und umfasste auch die Burgen Banias (ab 1176), Castellum Regis (ab 1182) und Toron (ab 1186).
1180 wurde Joscelin königlicher Botschafter im Byzantinischen Reich, wo er Wilhelm von Tyrus ersetzte, dessen Einfluss am Hof gesunken war. 1184 bekam er während der Regentschaft Raimunds III. die Aufsicht über den minderjährigen König Balduin V., was ihn näher an den einfachen Adel brachte und von der königlichen Familie entfernte. Agnes war zu diesem Zeitpunkt wohl gestorben, und obwohl Joscelin Balduins Großonkel war, lag die Macht bei Raimunds Adelspartei. Als Balduin V. 1186 starb, wechselte Joscelin erneut die Seiten und hinderte Raimund daran, am Begräbnis teilzunehmen. Als Parteigänger des neuen Königs Guido von Lusignan wurde er von diesem mit Toron belehnt, das er der „Seigneurie de Joscelin“ hinzufügte.
An der Schlacht bei Hattin nahm er in der Nachhut neben Balian von Ibelin teil, ihm gelang die Flucht nach Tyrus. Seine Ländereien wurden sämtlich von Saladin erobert. Am folgenden Dritten Kreuzzug zur Rückeroberung des Königreiches, insbesondere an der Belagerung von Akkon nahm er teil. Seine Herrschaft wurde bis 1191/92 größtenteils wiederhergestellt, nur Toron blieb muslimisch besetzt.
Joscelins Todesdatum ist unklar. Er unterzeichnete zuletzt im Oktober 1190 eine Urkunde. Als während der Belagerung von Akkon im Juli 1190 Königin Sybille gestorben war, aus deren Recht ihr Gatte Guido von Lusignan die Königskrone von Jerusalem trug, wurde im November 1190 aus politischen Gründen die Ehe zwischen Sybilles Schwester und Erbin Isabella und ihrem ersten Ehemann Humfried IV. von Toron annulliert. Durch Verheiratung Isabellas mit Konrad von Montferrat wurde dieser nun König von Jerusalem. Humfried IV. hatte im Rahmen seiner Heirat Toron in die Krondomäne eingebracht und erhielt seine Ansprüche auf die – noch muslimisch besetzte – Burg und Herrschaft nun zurück. In den entsprechenden Urkunden ist kein Protest Joscelins gegen die Wegnahme Torons aus seiner Herrschaft enthalten, weshalb spekuliert wird, ob er bereits im November 1190 während der Belagerung von Akkon im Feldlager einer Seuche erlegen sei. Urkundlich belegt ist jedenfalls, dass er im Oktober 1200 bereits tot war.

## Nachkommen
Mit seiner Frau Agnes hatte er zwei Töchter, Beatrix und Agnes.
Beatrix († nach 1245) war zunächst 1186 mit Wilhelm von Lusignan († vor 1208), Herr von Valence, einem Bruder Guidos von Lusignan verlobt, heiratete aber schließlich zwischen 1206 und 1208 den deutschen Kreuzritter und Minnesänger Otto von Botenlauben (Sohn des Grafen von Henneberg). Diesem kaufte Hermann von Salza 1220 Joscelins Herrschaft für den Deutschen Orden ab.
Agnes († nach 1200) war zunächst 1186 mit einem Neffen Guidos von Lusignan verlobt, heiratete aber um 1200, Wilhelm von Mandelée (Amigdala) († nach 1220), einen Normannen aus Kalabrien.